# Trophée Norman-R.-« Bud »-Poile
Le trophée Norman R. « Bud » Poile est attribué annuellement au vainqueur de la saison régulière de l'association de l'Ouest de la Ligue américaine de hockey. Le trophée est baptisé en l'honneur de Bud Poile, membre du temple de la renommée du hockey.
Le trophée a été créé à la suite de l'expansion de la LAH de 2001  .

## Vainqueurs
Association de l'Ouest
- 2021-2022 - Wolves de Chicago
- 2020-2021 - Non remis à cause de la Pandémie de Covid-19
- 2019-2020 - Admirals de Milwaukee
- 2018-2019 - Condors de Bakersfield
- 2017-2018 - Roadrunners de Tucson
- 2016-2017 - Barracuda de San José
- 2015-2016 - Reign d'Ontario

Division Mid-Ouest
- 2014-2015 - Griffins de Grand Rapids
- 2013-2014 - Wolves de Chicago
- 2012-2013 - Griffins de Grand Rapids
- 2011-2012 - Wolves de Chicago

Association de l'Ouest
- 2010-2011 - Admirals de Milwaukee
- 2009-2010 - Bulldogs de Hamilton
- 2008-2009 - Moose du Manitoba
- 2007-2008 - Wolves de Chicago
- 2006-2007 - Ak-Sar-Ben Knights d'Omaha
- 2005-2006 - Griffins de Grand Rapids
- 2004-2005 - Americans de Rochester
- 2003-2004 - Admirals de Milwaukee

Division Ouest
- 2002-2003 - Aeros de Houston
- 2001-2002 - Griffins de Grand Rapids